# Coupe de Suisse de hockey sur glace 2014-2015
Navigation
1971-1972 2015-2016
La Coupe de Suisse de hockey sur glace 2014-2015 est la 12e édition de cette compétition de hockey sur glace organisée par la Fédération suisse de hockey sur glace. 32 équipes y prennent part : les 12 clubs de Ligue nationale A, les 9 de Ligue nationale B et 11 clubs de 1re ligue. La Coupe débute le 1er octobre 2014 et se termine le 11 février 2015 avec la victoire du CP Berne sur les Kloten Flyers, pour son deuxième sacre dans la compétition après 1965.

## Formule
La compétition se déroule en 5 tours. Les vainqueurs d'un tour se qualifient directement pour le prochain tour. Des matches de pré-qualification ont lieu pour déterminer quelles équipes de 1re ligue, voire 2e ligue entrent dans le tableau principal.
Le temps de jeu réglementaire pour tous les matchs est de 60 minutes (3 x 20 minutes).
S'il y a égalité après 60 minutes de jeu, une prolongation de 5 minutes est jouée en seizièmes, huitièmes, quarts et demi-finales, avec 4 joueurs de champ plus un gardien pour chaque équipe (si aucune pénalité n'est en cours), sans nettoyage préalable de la glace. L'équipe qui marque le premier but lors de la prolongation remporte la partie.
En finale, une prolongation de 20 minutes est jouée, avec 5 joueurs de champ plus un gardien pour chaque équipe (si aucune pénalité n'est en cours). L'équipe qui marque le premier but lors de la prolongation remporte la partie.
Si le score est toujours égal après la prolongation, il est immédiatement procédé à une séance de tirs au but avec cinq joueurs de chaque équipe figurant sur le rapport de match officiel.

## Participants et primes
Le 23 juin 2014, le HC Bâle de la LNB annonce déposer le bilan, la faillite devenant définitive le 7 juillet suivant. Pour remplacer le club en coupe, un tirage au sort est effectué parmi les équipes de 1re ligue éliminées au deuxième tour de qualification. Afin de garder le caractère géographique des seizièmes de finale, seuls les clubs du Groupe Est sont retenus. Le SC Herisau ne l'est cependant pas en raison de sa relégation en 2e ligue. Le HC Biasca est sélectionné aux dépens du HC Coire.
| Ligue nationale A (LNA) | Ligue nationale B (LNB) | 1re ligue (1L)           |
| ----------------------- | ----------------------- | ------------------------ |
| HC Ambrì-Piotta         | HC Ajoie                | GDT Bellinzona           |
| CP Berne                | HC La Chaux-de-Fonds    | EHC Brandis              |
| HC Bienne               | SC Langenthal           | HC Berthoud              |
| HC Davos                | SC Langnau Tigers       | EHC Dübendorf            |
| HC Fribourg-Gottéron    | HC Olten                | HC Franches-Montagnes    |
| Genève-Servette HC      | HC Thurgovie            | HC université Neuchâtel  |
| Kloten Flyers           | HC Viège                | HC Sion-Nendaz 4 Vallées |
| Lausanne HC             | GCK Lions               | EHC Thoune               |
| HC Lugano               | HC Red Ice              | EHC Wiki-Münsingen       |
| Rapperswil-Jona Lakers  |                         | EHC Winterthour          |
| EV Zoug                 |                         | HC Biasca                |
| ZSC Lions               |                         |                          |

| Tour                | Prime (francs suisses) | Prime cumulée (francs suisses) |
| ------------------- | ---------------------- | ------------------------------ |
| Seizièmes de finale | 20 000                 | 20 000                         |
| Huitièmes de finale | 20 000                 | 40 000                         |
| Quarts de finale    | 25 000                 | 65 000                         |
| Demi-finales        | 40 000                 | 105 000                        |
| Finaliste           | 60 000                 | 165 000                        |
| Vainqueur           | 120 000                | 225 000                        |
| Dotation totale     | 840 000                |                                |

## Nombre d'équipes par ligue et par tour
| Ligue/Manche       | Seizièmes de finale | Huitièmes de finale | Quarts de finale | Demi- finales | Finale |
| ------------------ | ------------------- | ------------------- | ---------------- | ------------- | ------ |
| LNA 12 clubs       | 12                  | 12                  | 6                | 4             | 2      |
| LNB 9 clubs        | 9                   | 4                   | 2                | Aucun         | Aucun  |
| 1re ligue 11 clubs | 11                  | Aucun               | Aucun            | Aucun         | Aucun  |
| Total              | 32                  | 16                  | 8                | 4             | 2      |

## Résultats

### Seizièmes de finale
Le tirage au sort des seizièmes de finale a lieu le 29 avril 2014.
| 1er octobre 2014 | GCK Lions LNB | 0-3 (0-2, 0-0, 0-1) | LNA ZSC Lions | KEK, Küsnacht 750 spectateurs |

| Feuille de match | Feuille de match | Feuille de match | Feuille de match | Feuille de match                                                            |
| ---------------- | --- | ---------------- | ---------------- | --------------------------------------------------------------------------- |
|                  | C. Baltisberger (M. Trachsler) — 1 min 29 s C. Baltisberger (P. Bärtschi, M. Trachsler) — 19 min 12 s R. Schäppi (M. Künzle, D. Fritsche) — 44 min 41 s | 0-1 0-2 0-3      |                  | Arbitrage : Gian-Reto Peer et Guido Sereinig Markus Ammann et Balazs Kovacs |
| Niklas Schlegel  | Gardiens | Luca Boltshauser |                  | Arbitrage : Gian-Reto Peer et Guido Sereinig Markus Ammann et Balazs Kovacs |
| 4 min            | Pénalités | 6 min            |                  | Arbitrage : Gian-Reto Peer et Guido Sereinig Markus Ammann et Balazs Kovacs |
|                  | |                  |                  | Arbitrage : Gian-Reto Peer et Guido Sereinig Markus Ammann et Balazs Kovacs |

| 1er octobre 2014 | EHC Winterthour 1L | 1-7 (1-1, 0-1, 0-5) | LNA EV Zoug | Eishalle Deutweg, Winterthour 2 234 spectateurs |

| Feuille de match | Feuille de match | Feuille de match | Feuille de match | Feuille de match |
| ---------------- | ---------------- | ---------------- | ---------------- | ---------------- |
|                  |                  |                  |                  |                  |
|                  |                  |                  |                  |                  |
|                  |                  |                  |                  |                  |
|                  |                  |                  |                  |                  |

| 1er octobre 2014 | EHC Dübendorf 1L | 1-6 (0-2, 0-0, 1-4) | LNA Kloten Flyers | Im Chreis, Dübendorf 2 247 spectateurs |

| Feuille de match | Feuille de match | Feuille de match | Feuille de match | Feuille de match |
| ---------------- | ---------------- | ---------------- | ---------------- | ---------------- |
|                  |                  |                  |                  |                  |
|                  |                  |                  |                  |                  |
|                  |                  |                  |                  |                  |
|                  |                  |                  |                  |                  |

| 1er octobre 2014 | HC Biasca 1L | 0-2 (0-0, 0-0, 0-2) | LNA Rapperswil-Jona Lakers | Pista di Ghiaccio, Biasca 702 spectateurs |

| Feuille de match    | Feuille de match | Feuille de match | Feuille de match                                                        | Feuille de match                                                                 |
| ------------------- | ---------------- | ---------------- | ----------------------------------------------------------------------- | -------------------------------------------------------------------------------- |
|                     |                  | 0-1 0-2          | B. Neukom (N. Berger) — 50 min 51 s R. Schmutz (C. Geyer) — 57 min 28 s | Arbitrage : Karol Popovic et Adrian Unterfinger Mathias Jetzer et Andreas Kohler |
| Giacomo Beltrametti | Gardiens         | Ivars Punnenovs  |                                                                         | Arbitrage : Karol Popovic et Adrian Unterfinger Mathias Jetzer et Andreas Kohler |
| 6 min               | Pénalités        | 4 min            |                                                                         | Arbitrage : Karol Popovic et Adrian Unterfinger Mathias Jetzer et Andreas Kohler |
|                     |                  |                  |                                                                         | Arbitrage : Karol Popovic et Adrian Unterfinger Mathias Jetzer et Andreas Kohler |

| 1er octobre 2014 | HC Thurgovie LNB | 0-4 (0-1, 0-1, 0-2) | LNA HC Davos | Güttingersreuti, Weinfelden 2 860 spectateurs |

| Feuille de match               | Feuille de match | Feuille de match | Feuille de match | Feuille de match                                                            |
| ------------------------------ | ---------------- | ---------------- | --- | --------------------------------------------------------------------------- |
|                                |                  | 0-1 0-2 0-3 0-4  | G. Hofmann (D. Wieser, M. Wieser) — 9 min 57 s (SN) S. Ryser — 28 min 15 s M. Jörg — 44 min 47 s S. Ryser (M. Aeschlimann, Cl.-C. Paschoud) — 59 min 45 s (CV) | Arbitrage : Andreas Fischer et Tobias Wehrli Dario Fuchs et Matthias Kehrli |
| Janick Schwendener Gilles Senn | Gardiens         | Dominic Nyffeler | | Arbitrage : Andreas Fischer et Tobias Wehrli Dario Fuchs et Matthias Kehrli |
| 6 min                          | Pénalités        | 4 min            | | Arbitrage : Andreas Fischer et Tobias Wehrli Dario Fuchs et Matthias Kehrli |
|                                |                  |                  | | Arbitrage : Andreas Fischer et Tobias Wehrli Dario Fuchs et Matthias Kehrli |

| 1er octobre 2014 | HC université Neuchâtel 1L | 1-10 (0-4, 0-2, 1-4) | LNA HC Fribourg-Gottéron | Patinoire du Littoral, Neuchâtel 1 789 spectateurs |

| Feuille de match | Feuille de match | Feuille de match | Feuille de match | Feuille de match |
| ---------------- | ---------------- | ---------------- | ---------------- | ---------------- |
|                  |                  |                  |                  |                  |
|                  |                  |                  |                  |                  |
|                  |                  |                  |                  |                  |
|                  |                  |                  |                  |                  |

| 1er octobre 2014 | HC Franches-Montagnes 1L | 1-12 (0-5, 1-5, 0-2) | LNA HC Bienne | Centre de Loisirs, Saignelégier 1 115 spectateurs |

| Feuille de match | Feuille de match | Feuille de match | Feuille de match | Feuille de match |
| ---------------- | ---------------- | ---------------- | ---------------- | ---------------- |
|                  |                  |                  |                  |                  |
|                  |                  |                  |                  |                  |
|                  |                  |                  |                  |                  |
|                  |                  |                  |                  |                  |

| 1er octobre 2014 | HC Ajoie LNB | 1-4 (0-2, 0-1, 1-1) | LNA Genève-Servette HC | Patinoire du Voyeboeuf, Porrentruy 1 502 spectateurs |

| Feuille de match | Feuille de match                            | Feuille de match    | Feuille de match | Feuille de match                                                          |
| ---------------- | ------------------------------------------- | ------------------- | --- | ------------------------------------------------------------------------- |
|                  | Keven Cloutier (Steven Barras) — 41 min 8 s | 0-1 0-2 0-3 1-3 1-4 | Matt D'Agostini — 4 min 7 s Taylor Pyatt (Timothy Kast) — 18 min 35 s Romain Loeffel (Paul Ranger) — 21 min 16 s Daniel Rubin (Taylor Pyatt) — 58 min 43 s (CV) | Arbitrage : Yann Erard et Daniel Wirth Nicolas Fluri et Marc Huggenberger |
| Sascha Rochow    | Gardiens                                    | Gauthier Descloux   | | Arbitrage : Yann Erard et Daniel Wirth Nicolas Fluri et Marc Huggenberger |
|                  |                                             |                     | | Arbitrage : Yann Erard et Daniel Wirth Nicolas Fluri et Marc Huggenberger |
|                  |                                             |                     | | Arbitrage : Yann Erard et Daniel Wirth Nicolas Fluri et Marc Huggenberger |

| 1er octobre 2014 | HC La Chaux-de-Fonds LNB | 1-6 (0-2, 0-2, 1-2) | LNA Lausanne HC | Patinoire des Mélèzes, La Chaux-de-Fonds 2 469 spectateurs |

| Feuille de match | Feuille de match | Feuille de match | Feuille de match | Feuille de match |
| ---------------- | ---------------- | ---------------- | ---------------- | ---------------- |
|                  |                  |                  |                  |                  |
|                  |                  |                  |                  |                  |
|                  |                  |                  |                  |                  |
|                  |                  |                  |                  |                  |

| 1er octobre 2014 | HC Sion-Nendaz 4 Vallées 1L | 2-5 (1-2, 1-1, 0-2) | LNA HC Lugano | Centre Sportif Anci, Sion 1 500 spectateurs |

| Feuille de match | Feuille de match | Feuille de match | Feuille de match | Feuille de match |
| ---------------- | ---------------- | ---------------- | ---------------- | ---------------- |
|                  |                  |                  |                  |                  |
|                  |                  |                  |                  |                  |
|                  |                  |                  |                  |                  |
|                  |                  |                  |                  |                  |

| 1er octobre 2014 | GDT Bellinzona 1L | 2-3 (0-2, 0-0, 2-1) | LNA HC Ambrì-Piotta | Centro Sportivo, Bellinzone 1 648 spectateurs |

| Feuille de match | Feuille de match                                                  | Feuille de match    | Feuille de match | Feuille de match                                                               |
| ---------------- | ----------------------------------------------------------------- | ------------------- | --- | ------------------------------------------------------------------------------ |
|                  | P. Juri (D. Masa) — 45 min 9 s D. Masa (Th. Schena) — 57 min 29 s | 0-1 0-2 1-2 1-3 2-3 | A. Giroux (G. Kinrade) — 12 min 57 s (SN) A. Dostoinov (A. Birbaum) — 13 min 53 s (SN) D. Grassi (A. Dostoinov) — 45 min 37 s | Arbitrage : Luca Boverio et Marco Prugger Flavio Ambrosetti et Franco Espinoza |
| Ivan Mantegazzi  | Gardiens                                                          | Michael Flückiger   | | Arbitrage : Luca Boverio et Marco Prugger Flavio Ambrosetti et Franco Espinoza |
| 12 min           | Pénalités                                                         | 16 min              | | Arbitrage : Luca Boverio et Marco Prugger Flavio Ambrosetti et Franco Espinoza |
|                  |                                                                   |                     | | Arbitrage : Luca Boverio et Marco Prugger Flavio Ambrosetti et Franco Espinoza |

| 1er octobre 2014 | HC Viège LNB | 6-4 (1-2, 1-2, 4-0) | LNB HC Red Ice | Litterna-Halle, Viège 1 400 spectateurs |

| Feuille de match | Feuille de match | Feuille de match | Feuille de match | Feuille de match |
| ---------------- | ---------------- | ---------------- | ---------------- | ---------------- |
|                  |                  |                  |                  |                  |
|                  |                  |                  |                  |                  |
|                  |                  |                  |                  |                  |
|                  |                  |                  |                  |                  |

| 1er octobre 2014 | EHC Brandis 1L | 2-5 (1-2, 0-0, 1-3) | LNB SC Langenthal | Sporthalle Brünnli, Hasle bei Burgdorf 680 spectateurs |

| Feuille de match | Feuille de match | Feuille de match | Feuille de match | Feuille de match |
| ---------------- | ---------------- | ---------------- | ---------------- | ---------------- |
|                  |                  |                  |                  |                  |
|                  |                  |                  |                  |                  |
|                  |                  |                  |                  |                  |
|                  |                  |                  |                  |                  |

| 1er octobre 2014 | EHC Wiki-Münsingen 1L | 1-7 (0-3, 1-2, 0-2) | LNB SC Langnau Tigers | Sagibach, Wichtrach 2 100 spectateurs |

| Feuille de match | Feuille de match | Feuille de match | Feuille de match | Feuille de match |
| ---------------- | ---------------- | ---------------- | ---------------- | ---------------- |
|                  |                  |                  |                  |                  |
|                  |                  |                  |                  |                  |
|                  |                  |                  |                  |                  |
|                  |                  |                  |                  |                  |

| 1er octobre 2014 | HC Thoune 1L | 1-7 (0-2, 1-3, 0-2) | LNA CP Berne | Grabengut, Thoune 2 521 spectateurs |

| Feuille de match | Feuille de match | Feuille de match | Feuille de match | Feuille de match |
| ---------------- | ---------------- | ---------------- | ---------------- | ---------------- |
|                  |                  |                  |                  |                  |
|                  |                  |                  |                  |                  |
|                  |                  |                  |                  |                  |
|                  |                  |                  |                  |                  |

| 1er octobre 2014 | HC Berthoud 1L | 1-9 (0-2, 1-2, 0-5) | LNB HC Olten | Localnet Arena, Berthoud 1 037 spectateurs |

| Feuille de match | Feuille de match | Feuille de match | Feuille de match | Feuille de match |
| ---------------- | ---------------- | ---------------- | ---------------- | ---------------- |
|                  |                  |                  |                  |                  |
|                  |                  |                  |                  |                  |
|                  |                  |                  |                  |                  |
|                  |                  |                  |                  |                  |

### Huitièmes de finale
Le tirage au sort des huitièmes de finale a lieu le 2 octobre 2014.
| 28 octobre 2014 | HC Lugano LNA | 2-3 (pr) (1-1, 0-1, 1-0, 0-1) | LNA CP Berne | Resega, Lugano 3 021 spectateurs |

| Feuille de match | Feuille de match                                                | Feuille de match    | Feuille de match                                                                                                   | Feuille de match                                      |
| ---------------- | --------------------------------------------------------------- | ------------------- | --- | ----------------------------------------------------- |
|                  | L. Fazzini — 15 min 1 s B. McLean (F. Pettersson) — 58 min 39 s | 0-1 1-1 1-2 2-2 2-3 | M.-A. Gragnani (M. Plüss) — 4 min 8 s M.-A. Gragnani (C. Bertschy) — 22 min 12 s E. Blum (P. Furrer) — 61 min 41 s | Arbitrage : A. Koch,M. Wiegand F. Ambrosetti, P. Küng |
| D. Manzato       | Gardiens                                                        | M. Bührer           | | Arbitrage : A. Koch,M. Wiegand F. Ambrosetti, P. Küng |
| 6 min            | Pénalités                                                       | 10 min              | | Arbitrage : A. Koch,M. Wiegand F. Ambrosetti, P. Küng |
|                  |                                                                 |                     | | Arbitrage : A. Koch,M. Wiegand F. Ambrosetti, P. Küng |

| 29 octobre 2014 | HC Viège LNB | 4-2 (1-0, 1-0, 2-2) | LNA HC Davos | Litterna-Halle, Viège 4 300 spectateurs |

| Feuille de match | Feuille de match | Feuille de match | Feuille de match | Feuille de match |
| ---------------- | ---------------- | ---------------- | ---------------- | ---------------- |
|                  |                  |                  |                  |                  |
|                  |                  |                  |                  |                  |
|                  |                  |                  |                  |                  |
|                  |                  |                  |                  |                  |

| 29 octobre 2014 | Genève-Servette HC LNA | 1-0 (0-0, 0-0, 1-0) | LNA Lausanne HC | Patinoire des Vernets, Genève 4 581 spectateurs |

| Feuille de match | Feuille de match | Feuille de match | Feuille de match | Feuille de match |
| ---------------- | ---------------- | ---------------- | ---------------- | ---------------- |
|                  |                  |                  |                  |                  |
|                  |                  |                  |                  |                  |
|                  |                  |                  |                  |                  |
|                  |                  |                  |                  |                  |

| 29 octobre 2014 | SC Langnau Tigers LNB | 3-2 (pr) (0-0, 2-0, 0-2, 1-0) | LNB HC Olten | Patinoire de l'Ilfis, Langnau im Emmental 3 246 spectateurs |

| Feuille de match | Feuille de match | Feuille de match    | Feuille de match                                                  | Feuille de match                                        |
| ---------------- | --- | ------------------- | ----------------------------------------------------------------- | ------------------------------------------------------- |
|                  | T. Gerber (M. Stettler) — 23 min 30 s K. Hecquefeuille (K. Lindemann) — 29 min 20 s T. Nüssli (C. DiDomenico) — 63 min 19 s | 1-0 2-0 2-1 2-2 3-2 | P. Wüst (F. Ganz) — 43 min 33 s R. Leone (J. Feser) — 50 min 15 s | Arbitrage : N. Mandioni, D. Wirth R. Bürgi, F. Espinoza |
| D. Ciaccio       | Gardiens | M. Tobler           |                                                                   | Arbitrage : N. Mandioni, D. Wirth R. Bürgi, F. Espinoza |
| 20 min           | Pénalités | 12 min              |                                                                   | Arbitrage : N. Mandioni, D. Wirth R. Bürgi, F. Espinoza |
|                  | |                     |                                                                   | Arbitrage : N. Mandioni, D. Wirth R. Bürgi, F. Espinoza |

| 29 octobre 2014 | SC Langenthal LNB | 0-7 (0-3, 0-3, 0-1) | LNA Rapperswil-Jona Lakers | Eishalle Schoren, Langenthal 2 043 spectateurs |

| Feuille de match | Feuille de match | Feuille de match            | Feuille de match | Feuille de match                                      |
| ---------------- | ---------------- | --------------------------- | --- | ----------------------------------------------------- |
|                  |                  | 0-1 0-2 0-3 0-4 0-5 0-6 0-7 | N. Danielsson — 7 min 31 s A. Rizzello — 9 min 11 s C. Geyer (N. Persson) — 18 min 17 s A. Rizzello — 23 min 57 s B. Neukom — 28 min 22 s N. Thibaudeau (A. Rizzello) — 39 min 30 s N. Thibaudeau (A. Rizzello) — 43 min 34 s | Arbitrage : M. Küng, K. Popovic R. Kaderli, M. Rohrer |
| M. Mathis        | Gardiens         | T. Wolf                     | | Arbitrage : M. Küng, K. Popovic R. Kaderli, M. Rohrer |
| 14 min           | Pénalités        | 10 min                      | | Arbitrage : M. Küng, K. Popovic R. Kaderli, M. Rohrer |
|                  |                  |                             | | Arbitrage : M. Küng, K. Popovic R. Kaderli, M. Rohrer |

| 29 octobre 2014 | HC Fribourg-Gottéron LNA | 2-4 (0-0, 0-2, 2-2) | LNA HC Ambrì-Piotta | BCF-Arena, Fribourg 1 899 spectateurs |

| Feuille de match | Feuille de match | Feuille de match | Feuille de match | Feuille de match |
| ---------------- | ---------------- | ---------------- | ---------------- | ---------------- |
|                  |                  |                  |                  |                  |
|                  |                  |                  |                  |                  |
|                  |                  |                  |                  |                  |
|                  |                  |                  |                  |                  |

| 29 octobre 2014 | HC Bienne LNA | 1-2 (0-1, 1-0, 0-1) | LNA Kloten Flyers | Stade de Glace, Bienne 2 465 spectateurs |

| Feuille de match | Feuille de match | Feuille de match | Feuille de match | Feuille de match |
| ---------------- | ---------------- | ---------------- | ---------------- | ---------------- |
|                  |                  |                  |                  |                  |
|                  |                  |                  |                  |                  |
|                  |                  |                  |                  |                  |
|                  |                  |                  |                  |                  |

| 29 octobre 2014 | ZSC Lions LNA | 4-1 (0-0, 2-1, 2-0) | LNA EV Zoug | Eishalle Deutweg, Winterthour 1 801 spectateurs |

| Feuille de match | Feuille de match | Feuille de match | Feuille de match | Feuille de match |
| ---------------- | ---------------- | ---------------- | ---------------- | ---------------- |
|                  |                  |                  |                  |                  |
|                  |                  |                  |                  |                  |
|                  |                  |                  |                  |                  |
|                  |                  |                  |                  |                  |

### Quarts de finale
Le tirage au sort des quarts de finale a lieu le 30 octobre 2014.
| 15 décembre 2014 | Genève-Servette HC LNA | 6-2 (1-0, 2-0, 3-2) | LNA Rapperswil-Jona Lakers | Patinoire des Vernets, Genève 6 091 spectateurs |

| Feuille de match | Feuille de match | Feuille de match                | Feuille de match                                                                          | Feuille de match                                            |
| ---------------- | --- | ------------------------------- | ----------------------------------------------------------------------------------------- | ----------------------------------------------------------- |
|                  | A. Jacquemet (To. Pyatt) — 5 min 55 s A. Jacquemet (Ta. Pyatt, K. Romy) — 33 min 3 s C. Almond (D. Vukovic) — 34 min 11 s R. Gerber (J. Mercier, J. Wick) — 55 min 24 s A. Jacquemet (P. Ranger) — 58 min 44 s M. Lombardi (J. Wick) — 59 min 47 s | 1-0 2-0 3-0 3-1 3-2 4-2 5-2 6-2 | L.Sieber (S. Berger, P. Obrist) — 47 min 50 s C. Hächler (Stefan Hürlimann) — 52 min 34 s | Arbitrage : D. Massy, M. Vinnerborg B. Kovacs, M. Tscherrig |
| J. Schwendener   | Gardiens | T. Wolf                         |                                                                                           | Arbitrage : D. Massy, M. Vinnerborg B. Kovacs, M. Tscherrig |
| 12 min           | Pénalités | 31 min                          |                                                                                           | Arbitrage : D. Massy, M. Vinnerborg B. Kovacs, M. Tscherrig |
|                  | |                                 |                                                                                           | Arbitrage : D. Massy, M. Vinnerborg B. Kovacs, M. Tscherrig |

| 15 décembre 2014 | HC Viège LNB | 2-6 (1-2, 1-1, 0-3) | LNA ZSC Lions | Litterna-Halle, Viège 4 300 spectateurs |

| Feuille de match | Feuille de match                                                           | Feuille de match                | Feuille de match | Feuille de match                                    |
| ---------------- | -------------------------------------------------------------------------- | ------------------------------- | --- | --------------------------------------------------- |
|                  | N. Altorfer (W. Rapuzzi) — 3 min 13 s F. Heynen (J. Schmutz) — 25 min 10 s | 1-0 1-1 1-2 2-2 2-3 2-4 2-5 2-6 | R. Keller (R. Schäppi) — 6 min 31 s R. Wick (M. Künzle) — 16 min 30 s R. Keller (S. Senteler) — 31 min 52 s R. Keller (R. Nilsson) — 44 min 7 s R. Keller — 49 min 38 s R. Nilsson (M.-A. Bergeron, R. Shannon) — 51 min 18 s | Arbitrage : M. Kämpfer,D. Stricker C. Borga,P. Küng |
| M. Schoder       | Gardiens                                                                   | L. Flüeler                      | | Arbitrage : M. Kämpfer,D. Stricker C. Borga,P. Küng |
| 8 min            | Pénalités                                                                  | 6 min                           | | Arbitrage : M. Kämpfer,D. Stricker C. Borga,P. Küng |
|                  |                                                                            |                                 | | Arbitrage : M. Kämpfer,D. Stricker C. Borga,P. Küng |

| 15 décembre 2014 | SC Langnau Tigers LNB | 1-4 (0-0, 0-2, 1-2) | LNA CP Berne | Patinoire de l'Ilfis, Langnau im Emmental 6 050 spectateurs |

| Feuille de match | Feuille de match                          | Feuille de match    | Feuille de match | Feuille de match                                           |
| ---------------- | ----------------------------------------- | ------------------- | --- | ---------------------------------------------------------- |
|                  | Y. Albrecht (R. Schlapbach) — 43 min 12 s | 0-1 0-2 1-2 1-3 1-4 | R. Gardner (B. Holloway) — 32 min 41 s R. Gardner (B. Holloway) — 35 min 31 s B. Ritchie (E. Blum) — 58 min 5 s P. Berger (M.-A. Gragnani) — 59 min 15 s | Arbitrage : S. Eichmann, D. Kurmann N. Fluri, M-.H. Progin |
| L. Croce         | Gardiens                                  | N. Schaefer         | | Arbitrage : S. Eichmann, D. Kurmann N. Fluri, M-.H. Progin |
| 6 min            | Pénalités                                 | 8 min               | | Arbitrage : S. Eichmann, D. Kurmann N. Fluri, M-.H. Progin |
|                  |                                           |                     | | Arbitrage : S. Eichmann, D. Kurmann N. Fluri, M-.H. Progin |

| 15 décembre 2014 | HC Ambrì-Piotta LNA | 2-4 (0-1, 1-1, 1-2) | LNA Kloten Flyers | Patinoire de la Valascia, Quinto 3 637 spectateurs |

| Feuille de match | Feuille de match                                                      | Feuille de match        | Feuille de match | Feuille de match                                    |
| ---------------- | --------------------------------------------------------------------- | ----------------------- | --- | --------------------------------------------------- |
|                  | P. Duca (R. Kobach) — 39 min 51 s A. Lauper (I. Pestoni) — 45 min 3 s | 0-1 0-2 1-2 2-2 2-3 2-4 | C. Casutt (M. Liniger) — 18 min 38 s G.-A. Randegger (M. DuPont) — 26 min 22 s P. Von Gunten — 50 min 19 s R. Leone — 59 min 42 s | Arbitrage : A. Koch, T. Wehrli F. Espinoza, S. Wüst |
| D. Saikkonen     | Gardiens                                                              | J. Müller               | | Arbitrage : A. Koch, T. Wehrli F. Espinoza, S. Wüst |
| 8 min            | Pénalités                                                             | 6 min                   | | Arbitrage : A. Koch, T. Wehrli F. Espinoza, S. Wüst |
|                  |                                                                       |                         | | Arbitrage : A. Koch, T. Wehrli F. Espinoza, S. Wüst |

### Demi-finales
Le tirage au sort des demi-finales a lieu le 16 décembre 2014 à midi. Les ZSC Lions auraient dû bénéficier de l'avantage de la patinoire, mais le Hallenstadion n'étant pas disponible, le match se deroule à la PostFinance-Arena de Berne.
| 6 janvier 2015 | Genève-Servette HC LNA | 1-2 (0-0, 0-2, 1-0) | LNA Kloten Flyers | Patinoire des Vernets, Genève 5 171 spectateurs |

| Feuille de match | Feuille de match                   | Feuille de match | Feuille de match                                                           | Feuille de match                                                 |
| ---------------- | ---------------------------------- | ---------------- | -------------------------------------------------------------------------- | ---------------------------------------------------------------- |
|                  | T. Kast (R. Loeffel) — 57 min 29 s | 0-1 0-2 1-2      | P. Mueller (S. Bodenmann, 43) — 27 min R. Leone (M. Liniger) — 31 min 43 s | Arbitrage : S. Eichmann, D. Stricker F. Ambrosetti, M. Tscherrig |
| R. Mayer         | Gardiens                           | J. Müller        |                                                                            | Arbitrage : S. Eichmann, D. Stricker F. Ambrosetti, M. Tscherrig |
| 2 min            | Pénalités                          | 0 min            |                                                                            | Arbitrage : S. Eichmann, D. Stricker F. Ambrosetti, M. Tscherrig |
|                  |                                    |                  |                                                                            | Arbitrage : S. Eichmann, D. Stricker F. Ambrosetti, M. Tscherrig |

| 7 janvier 2015 | CP Berne LNA | 2-1 (1-1, 0-0, 1-0) | LNA ZSC Lions | Postfinance Arena, Berne 15 432 spectateurs |

| Feuille de match | Feuille de match                                                                         | Feuille de match | Feuille de match                              | Feuille de match                                        |
| ---------------- | ---------------------------------------------------------------------------------------- | ---------------- | --------------------------------------------- | ------------------------------------------------------- |
|                  | C. Bertschy (A. Berger, E. Blum) — 9 s R. Gardner (B. Ritchie, J. Joensuu) — 59 min 38 s | 1-0 1-1 2-1      | R. Wick (R. Shannon, R. Keller) — 16 min 28 s | Arbitrage : D. Kurmann, M. Wiegand C. Borga, R. Kaderli |
| M. Bührer        | Gardiens                                                                                 | N. Schlegel      |                                               | Arbitrage : D. Kurmann, M. Wiegand C. Borga, R. Kaderli |
| 12 min           | Pénalités                                                                                | 58 min           |                                               | Arbitrage : D. Kurmann, M. Wiegand C. Borga, R. Kaderli |
|                  |                                                                                          |                  |                                               | Arbitrage : D. Kurmann, M. Wiegand C. Borga, R. Kaderli |

### Finale
La finale a eu lieu le 11 février 2015 à la PostFinance Arena de Berne. L'emplacement a été tiré au sort le 7 janvier 2015 à la PostFinance Arena, après la demi-finale entre le CP Berne et les ZSC Lions.
| 11 février 2015 | CP Berne LNA | 3-1 (1-0, 2-0, 0-1) | LNA Kloten Flyers | Postfinance Arena, Berne 17 131 spectateurs |

| Feuille de match | Feuille de match                                                                                   | Feuille de match | Feuille de match                                 | Feuille de match                                      |
| ---------------- | -------------------------------------------------------------------------------------------------- | ---------------- | ------------------------------------------------ | ----------------------------------------------------- |
|                  | B. Holloway (M. Plüss) — 18 min 30 s S. Moser (B. Ritchie) — 22 min 17 s T. Scherwey — 23 min 10 s | 1-0 2-0 3-0 3-1  | R. Leone (V. Stancescu, M. DuPont) — 49 min 47 s | Arbitrage : D. Kurmann, D. Massy N. Fluri, R. Kaderli |
| M. Bührer        | Gardiens                                                                                           | M. Gerber        |                                                  | Arbitrage : D. Kurmann, D. Massy N. Fluri, R. Kaderli |
| 2 min            | Pénalités                                                                                          | 8 min            |                                                  | Arbitrage : D. Kurmann, D. Massy N. Fluri, R. Kaderli |
|                  | |                  |                                                  | Arbitrage : D. Kurmann, D. Massy N. Fluri, R. Kaderli |

## Feuilles de match

### Seizièmes de finale
1. ↑  GCK Lions - ZSC Lions 01.10.2014
2. ↑  EHC Winterthour - EV Zoug 01.10.2014
3. ↑  EHC Dübendorf - Kloten Flyers 01.10.2014
4. ↑  HC Biasca - RJ Lakers 01.10.2014
5. ↑  HC Thurgovie - HC Davos 01.10.2014
6. ↑  HC université Neuchâtel - HC Fribourg-Gottéron 01.10.2014
7. ↑  HC Franches-Montagnes - HC Bienne 01.10.2014
8. ↑  HC Ajoie - Genève-Servette HC 01.10.2014
9. ↑  HC La Chaux-de-Fonds - Lausanne HC 01.10.2014
10. ↑  HC Sion-Nendaz 4 Vallées - HC Lugano 01.10.2014
11. ↑  GDT Bellinzona - HC Ambrì-Piotta 01.10.2014
12. ↑  HC Viège - HC Red Ice 01.10.2014
13. ↑  EHC Brandis - SC Langenthal 01.10.2014
14. ↑  EHC Wiki-Münsingen - SCL Tigers 01.10.2014
15. ↑  HC Thoune - CP Berne 01.10.2014
16. ↑  HC Berthoud - HC Olten 01.10.2014

### Huitièmes de finale
1. ↑  HC Lugano - SC Bern 28.10.2014
2. ↑  HC Viège - HC Davos 29.10.2014
3. ↑  Genève-Servette HC - Lausanne HC 29.10.2014
4. ↑  SCL Tigers - EHC Olten 29.10.2014
5. ↑  SC Langenthal - Rapperswil-Jona Lakers 29.10.2014
6. ↑  HC Fribourg-Gottéron - HC Ambrì-Piotta 29.10.2014
7. ↑  HC Bienne - Kloten Flyers 29.10.2014
8. ↑  ZSC Lions - EV Zoug 29.10.2014

### Quarts de finale
1. ↑  Genève-Servette HC - Rapperswil-Jona Lakers 15.12.2014
2. ↑  EHC Visp - ZSC Lions 15.12.2014
3. ↑  SCL Tigers - SC Bern 15.12.2014
4. ↑  HC Ambri-Piotta - Kloten Flyers 15.12.2014

### Demi-finales
1. ↑  Genève-Servette HC - Kloten Flyers 06.01.2014
2. ↑  SC Bern - ZSC Lions 07.01.2014

### Finale
1. ↑  CP Berne - Kloten Flyers 11.02.2014